# کیشیتسه (ناحیه کلادنو)
کیشیتسه (به چکی: Kyšice) یک منطقهٔ مسکونی در جمهوری چک است که در شهرستان کلادنو واقع شده‌است. کیشیتسه ۴٫۷۹ کیلومتر مربع مساحت و ۶۲۱ نفر جمعیت دارد و ۳۹۶ متر بالاتر از سطح دریا واقع شده‌است.